# Královská mincovna v Jáchymově

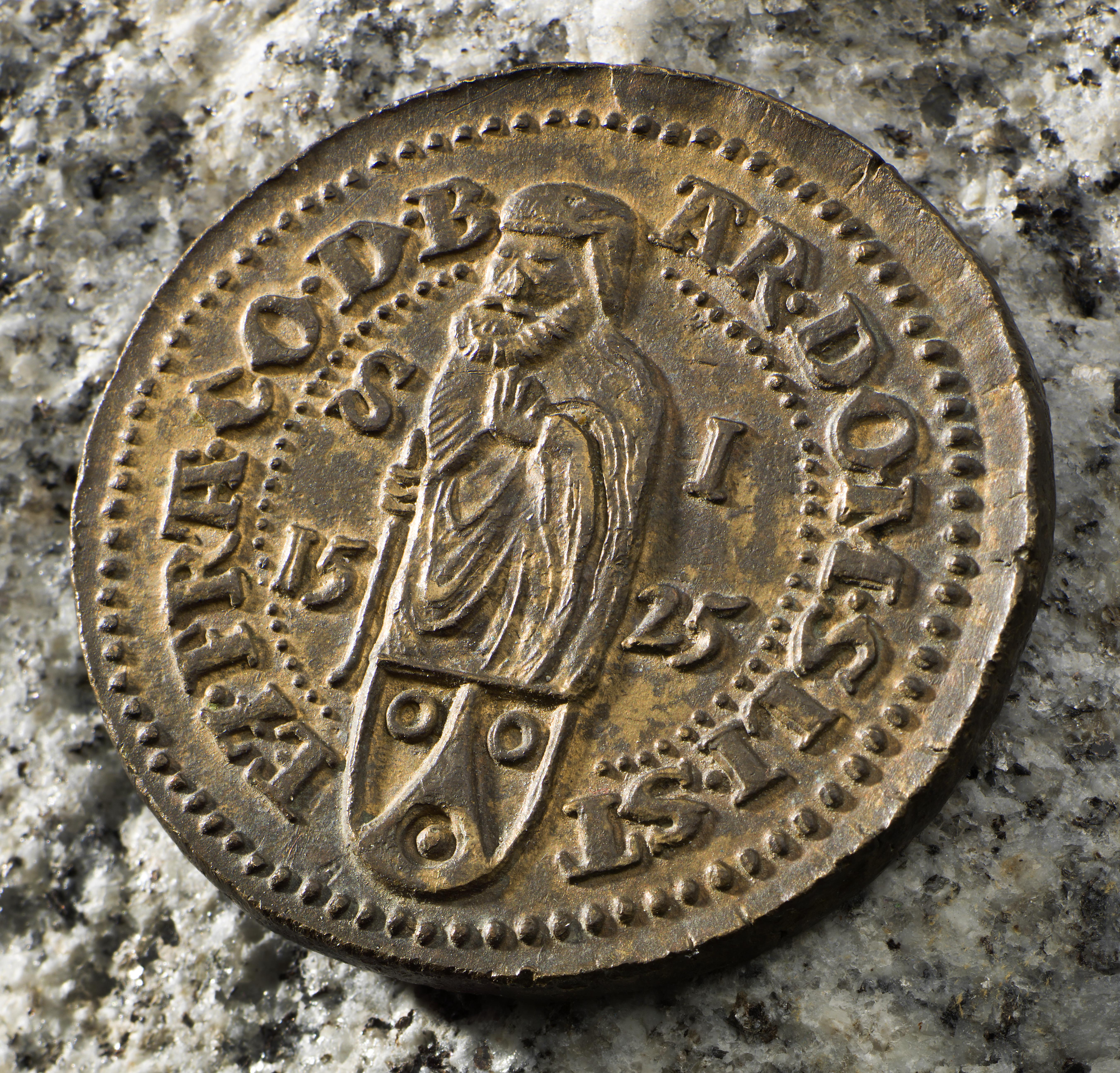
Jáchymovský tolar (1525), nález z Norska

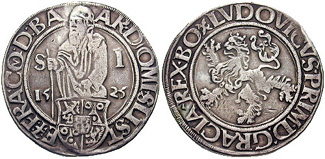
Jáchymovský tolar (1525)

Královská mincovna v Jáchymově je jednopatrová renesanční budova s nárožním arkýřem a s arkýřovou kaplí, která stojí na rohu Mincovní ulice a náměstí Republiky ve městě Jáchymov v okrese Karlovy Vary v Karlovarském kraji. Od roku 1964 je budova mincovny zapsána do státního seznamu kulturních památek.

## Historie
V roce 1520 po udělení mincovního práva Šlikům králem Ludvíkem Jagellonským byla v Jáchymově zřízena mincovna. Byl pro ni zakoupen dům Kunze Eirolta v horní části města, stojící vedle domu Jeronýma Šlika (dnešní radnice). Původně po vybudování mincovny tvořil Šlikův dům s mincovnou jeden komplex.
Stříbrná mince ražená v mincovně nese na přední straně (aversu) obraz frontálně stojícího svatého Jáchyma s holí v pravé ruce a se šlikovským erbovním štítem po levé straně, po obvodu je latinský nápis kapitálou se zkratkami slov, po doplnění česky: Mince pánů Šliků, Štěpána a bratří, hrabat z Bassana; na zadní straně (reversu) je dvojocasý český lev a po obvodu opět kapitálou a se zkratkami latinské jméno a tituly Ludvíka Jagellonského: LVDOVIC(us) PRIM(us) D(ei) GRACIA REX BOHEM(iae), česky: Ludvík První, z Boží milosti král český. Podle místa původu se tato mince označovala jako Joachimsthaler, tedy jáchymovský tolar.
V roce 1528 nový český král Ferdinand I. Šlikům právo ražby mincí odebral a jejich mincovna v Jáchymově se stala královským majetkem. V letech 1532–1536 byla budova přestavěna, ale v roce 1538 již dokončenou královskou mincovnu postihl požár a musela pak být znovu opravena. Kamenná ostění velkých sdružených oken palácového charakteru na jejím průčelí byla po požáru nahrazena ostěním z levnější terakoty.
V čele mincovny stál mincmistr, jmenovaný jako královský úředník, často původní profesí mincíř, řezáč mincovních želez nebo správce mincovny. Byl zodpovědný za správnou ryzost drahého kovu i odpovídající hmotnost mincovního střížku, které potvrzoval na minci svou raženou značkou. V některých obdobích se funkce dvou mincmistrů překrývala, jindy se stalo, že  mezidobí od odchodu jednoho mincmistra do nástupu druhého bylo překlenuto funkcí správce mincovny.[zdroj?]

## Jáchymovští mincmistři
- Utz (Ulrich, Oldřich) Gebhart 1522–1526, 1528–1531)
- Štěpán Gemisch (1519–1522)
- Jan Weizelmann (1522–1526)
- Wolf Sturz (1526–1527)
- Caspar z Mergenthalu (1529–1530)
- Klaus Krause (1531–1535)
- Hans Wiezelmann (1535–1542)
- Martin Kempf (1541–1543)
- Wolfgang Roll (1543–1544)
- Ruprecht Puellacher (1545–1563)
- Georg Geitzkofler (1563–1576)
- Georg Kádner z Greifenecku (1576–1582)
- Lazar Ercker ze Schreckenfelsu (?)[3]
- Lucie Kádnerová (1582–1584)
- Pavel Hoffmann (1584–1599)
- Kryštof Taubenreuter (1600–1604)
- Hanuš Gipfel (1604–1606)
- Hans Pauer z Přemslova
- Centurio Lengefelder (do 1621)
- Řehoř Steinmüller (1621–1637)
- Hans Freistein (1649–1650)
- Jan Jakub Küttner z Berchheimu (1650–1668)
- Pavel Václav Seeling (1668–1670)
- Jan Jakub Macasius (1670–1672)

## Rytci mincí, medailí a zlatníci (výběr)
- Monogramista AL
- Monogramista AS (kolem 1542)
- Wolf Milicz (činný asi 1533–1545)
- Niclas Milicz (činný asi 1545–1568), syn Wolfa Milicze
- Zacharias Kempf (činný asi 1565–1601), zeť Niklase Milicze
- Hieronymus Dietrich
- Monogramista DS
- Concz Welcz (činný asi 1537–1554), mistr medailí a handštajnů
- Caspar Ulich (činný asi 1550–1574)[4], mistr medailí a handštajnů

## Popis budovy
Rozlehlá budova bývalé mincovny je situovaná  na náměstí nad radnicí, od ní oddělená Mincovní ulicí. Má čtyři křídla kolem pravoúhlého dvora. Hlavní průčelí se obrací směrem k náměstí a ke kostelu svatého Jáchyma. Je jednopatrové, členěné horizontálně mezi patry úzkou římsou a výrazně profilovanou korunní římsou. Sedlová střecha byla při poslední rekonstrukci pokryta šedou krytinou, barevně shodnou s původní břidlicí a upravena třemi vikýři pro osvětlení půdy. 
V přízemí do Mincovní ulice jsou původní sdružená renesanční okna, do náměstí jedna dvojice oken a renesanční portál hlavního vchodu. Vchod vede do průjezdu, kterým povozy přivážely na dvůr narubanou a částečně zpracovanou stříbrnou rudu. V patře je 7 okenních os, lemovaných barokními lisénami.
Nárožní arkýř je podepřen jehlancovou konstrukcí s lípanými kružbami z  protínaných prutů, svedenými dole do dvou konzol. Na poprsni jsou vytesány dva znaky mincovny se skříženými kladívky ve vavřínovém věnci a letopočet dokončení stavby anno 1536. Arkýř byl původně věžovitý, měl jehlancovou stříšku, která při rekonstrukci nebyla obnovena. Arkýř je dobově příznačný pro stavební huti pozdní gotiky, například huť Benedikta Rejta. Kamenný vstupní portál je již renesanční, vede do síně s průjezdem na Arkádová nádvoří, kde byly původní provozy mincovny a sklady vyrubané stříbrné rudy. Prostory mají valené klenby a jsou zčásti  podsklepené. 
Po vytěžení ložisek stříbra a útlumu těžby v Krušnohoří skončil v roce 1671 definitivně i provoz v jáchymovské mincovně. Z původního technického zařízení mincovních provozů se zde dochovala konstrukce tavicí pece a mohutný dymník, který je technickým unikátem evropského významu. 
Součástí mincovny je i rozsáhlé historické podzemí, které zasahuje na sousední pozemek. V historickém sklepení je umístěno lapidárium cenných kamenických prvků, zejména pozdně gotických a renesančních, ze zbořených jáchymovských domů. Vedle mincovny stával dům mincmistra zbořený na konci 70. let 20. století.
Po ukončení mincování kovu v Jáchymově v roce 1671 budova plnila různé funkce. Od roku 1716 zde sídlilo Hornické učiliště[zdroj?], do roku 1918 c. a k. báňská a hutní správa, po roce 1945 ředitelství Jáchymovských dolů. Nyní zde sídlí Muzeum Královská mincovna Jáchymov založené v roce 1923 a od roku 1964 podřízené Muzeu v Karlových Varech jako jeho jediná pobočka. Komplexní rekonstrukce proběhla v letech 1996–1997, po delším období, kdy byla budova uzavřena pro havarijní stav.

## Galerie

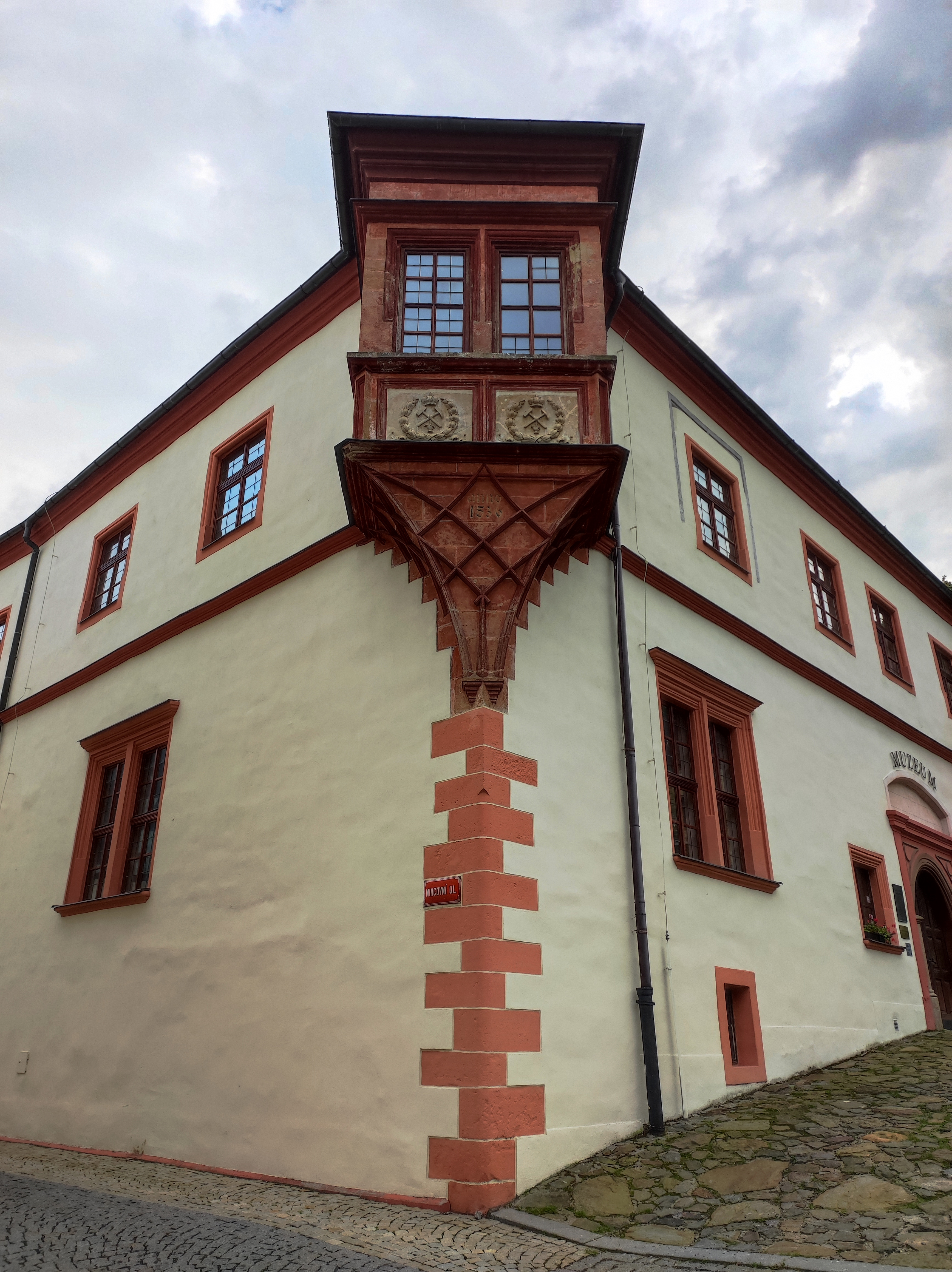
Arkýř
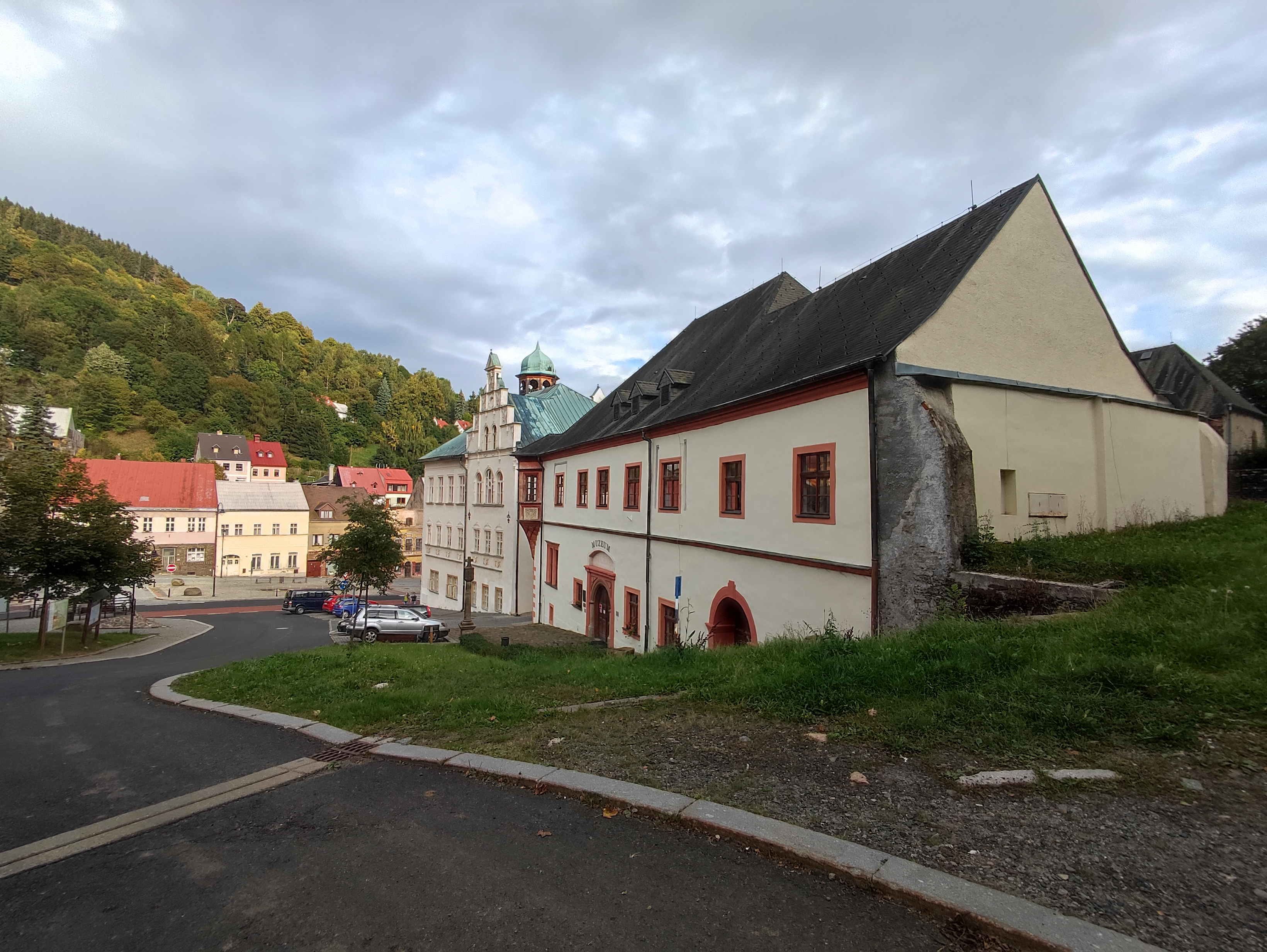
Mincovna a radnice
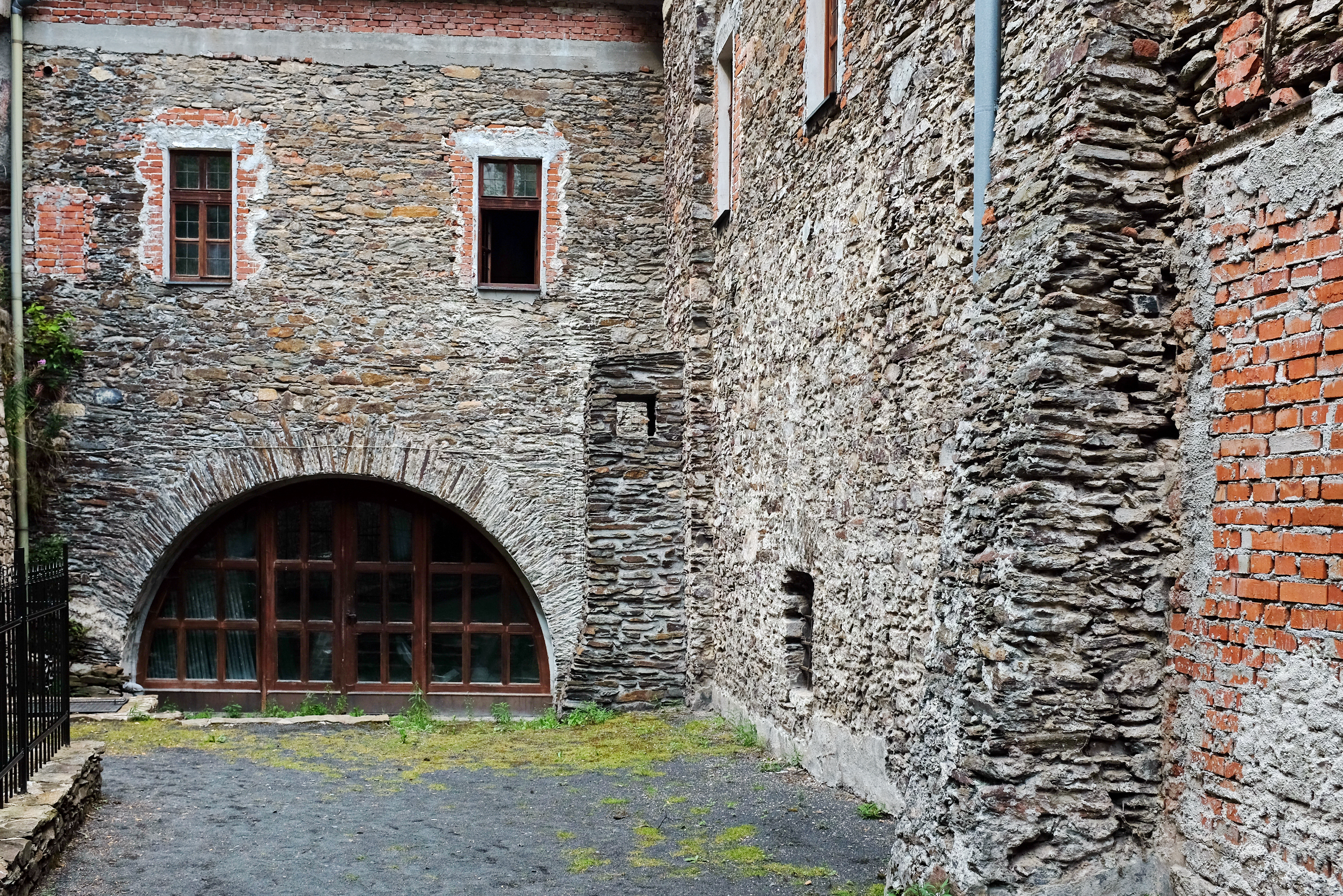
dvůr
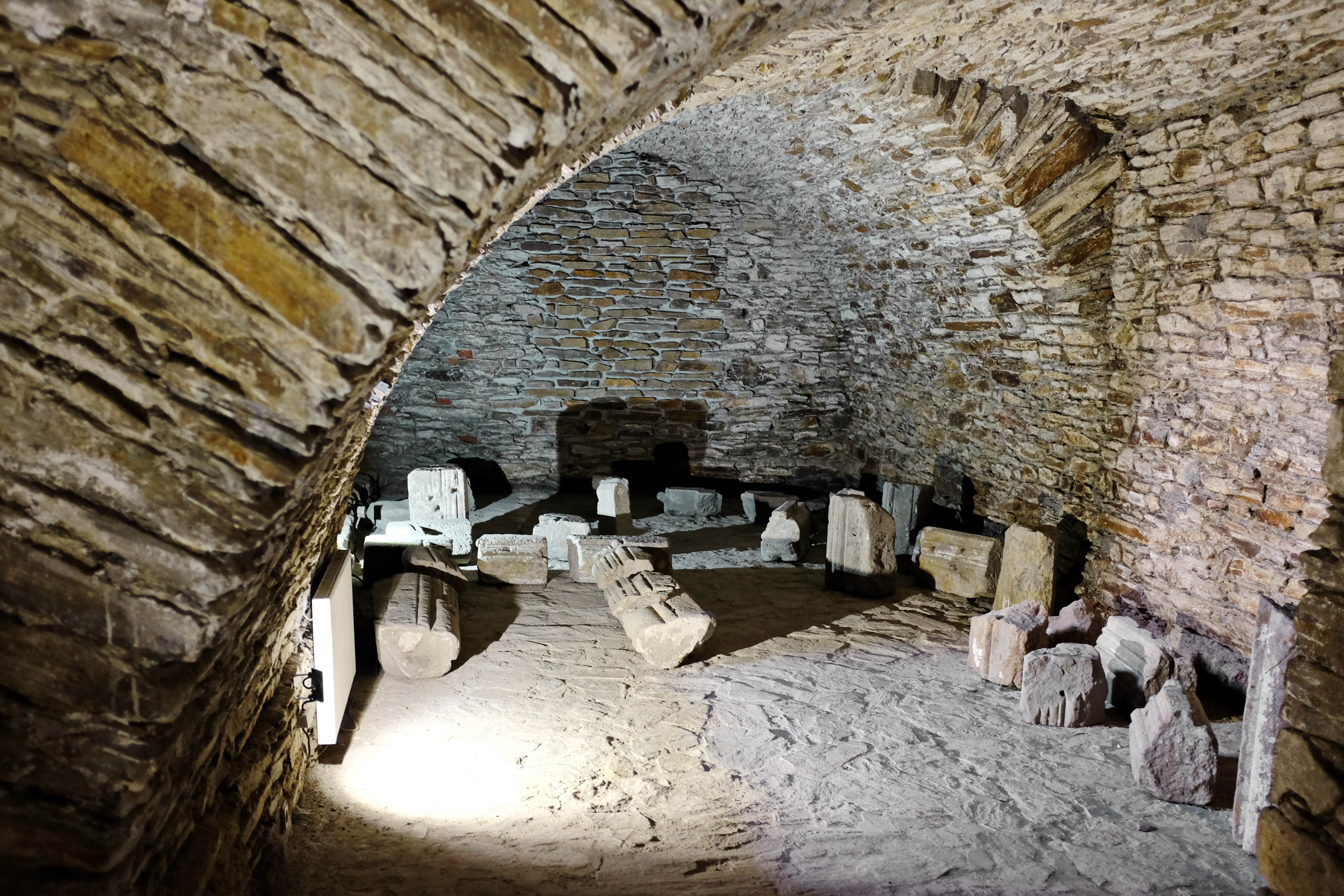
Lapidárium ve sklepě
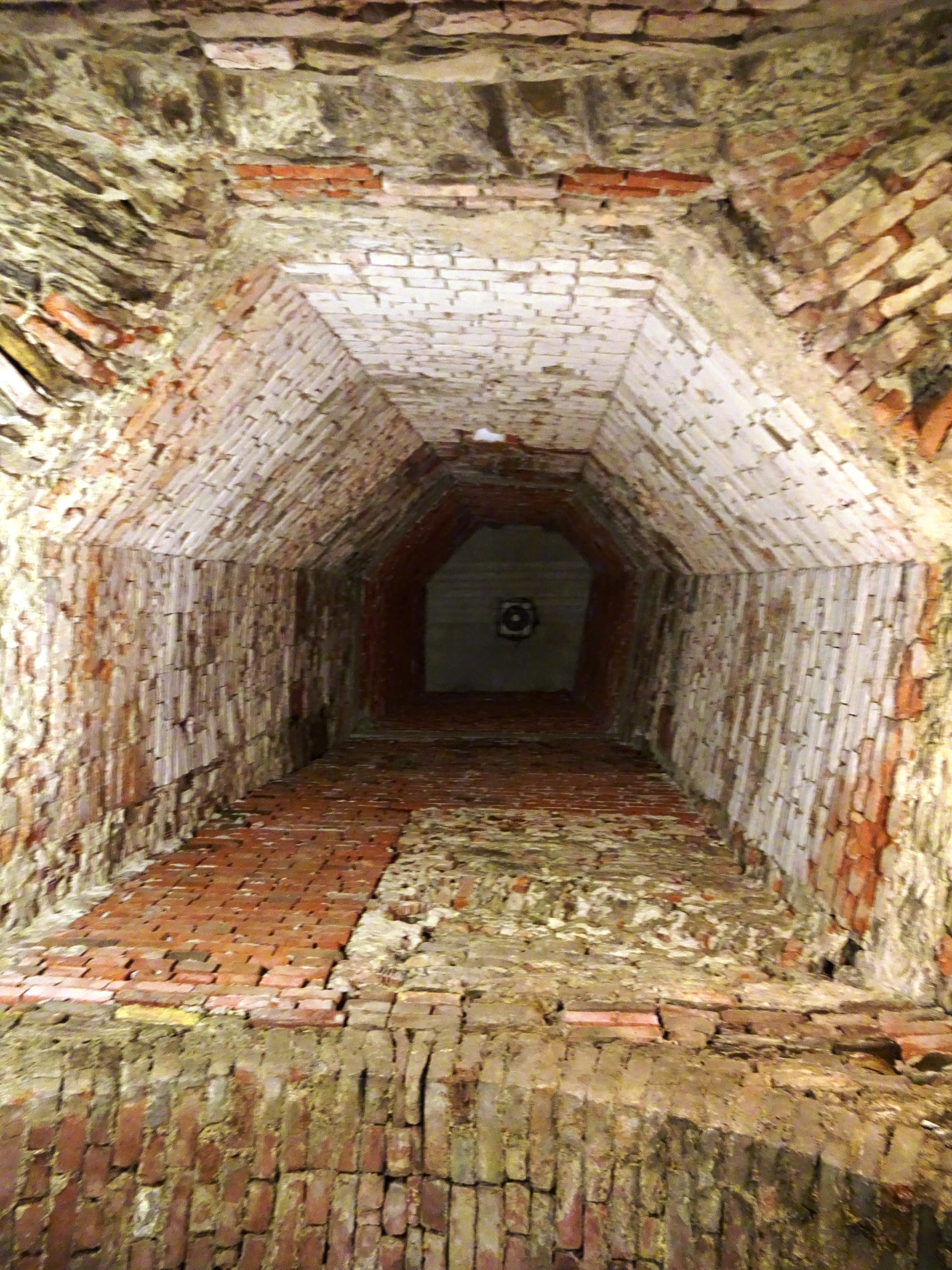
Komín